# Dorota Filipczak
Dorota Barbara Filipczak (ur. 5 czerwca 1963 w Łodzi, zm. 1 stycznia 2021) – polska filolog angielska, poetka, nauczyciel akademicki Uniwersytetu Łódzkiego.

## Biografia
Absolwentka IV LO im. Emilii Sczanieckiej w Łodzi oraz filologii angielskiej Uniwersytetu Łódzkiego (1987). Doktorat (The Valley of the Shadow of Death: Biblical Intertext in Malcolm Lowry's Fiction) obroniła w 1996 na Wydziale Filologicznym Uniwersytetu Łódzkiego (promotor: Maria Edelson). Stopień dra hab. uzyskała w 2008 na podstawie monografii Unheroic Heroines: The Portrayal of Women in the Writings of Margaret Laurence. Pracowała w Zakładzie Literatury i Kultury Brytyjskiej Instytutu Anglistyki Uniwersytetu Łódzkiego.
Odbyła staże naukowe m.in. na uniwersytetach w Durham, Glasgow, Strasburgu, Berlinie i uniwersytetach kanadyjskich. W 2001 jako jedna z pięciu osób otrzymała stypendium rządu kanadyjskiego, przyznawane w konkursie z okazji 20-lecia International Council for Canadian Studies. Była autorką haseł na temat anglojęzycznej literatury kanadyjskiej i literatury nowozelandzkiej w Wielkiej Encyklopedii PWN (t. 1-31). Kanadystka; jej badania dotyczyły także innych literatur anglojęzycznych, intertekstu biblijnego w literaturze i feministycznej filozofii religii. W latach 1999–2002 zasiadała w radzie naukowej pisma „Literature and Theology”, wydawanego w Oksfordzie. Redaktorka naczelna pisma „Text Matters: A Journal of Literature, Theory and Culture”, które założyła w 2011.
Opublikowała sześć tomów wierszy i sztukę teatralną. Jej wiersze drukowano w „Twórczości”, „Frazie”, „Toposie”, „Tyglu Kultury” i „Nowej Okolicy Poetów”. Jej przekłady ukazały się w „Literaturze na Świecie”, „Tyglu Kultury”, i „Frazie”; przełożyła powieść Nadine Gordimer, Broń domowa i Leśną ścieżkę do źródła Malcolma Lowry'ego. Recenzje publikowała w „Literaturze na Świecie”, „Nowych Książkach”, „Odrze”, „Literature and Theology” i „Text Matters”. Należała do Stowarzyszenia Pisarzy Polskich i Polskiego Towarzystwa Badań Kanadyjskich.

## Wybrane publikacje

### Prace naukowe
- „The Valley of the Shadow of Death”: Biblical Intertext in Malcolm Lowry's Fiction, „The Malcolm Lowry Review”, Waterloo: Wilfrid Laurier University, Ontario 1998/1999.
- (redakcja) Dissolving the Boundaries, Łódź: Wydawnictwo UŁ 2001.
- Choćbym nawet szedł ciemną doliną.... Inspiracje biblijne w twórczości Malcolma Lowry'ego, Łódź: Wydawnictwo UŁ 2003.
- „Unheroic Heroines”: The Portrayal of Women in the Writings of Margaret Laurence, Łódź: Wydawnictwo UŁ 2007.
- (redakcja) Bringing Landscape Home in the Writings of Jane Urquhart, Łódź: Wydawnictwo UŁ 2010.
- (redakcja) Women and Authority, „Text Matters: A Journal of Literature, Theory and Culture”, nr 1, 2011.
- (redakcja) Marginalia/Marginalities, „Text Matters: A Journal of Literature, Theory and Culture”, nr 2, 2012.

### Tomiki poetyckie
- W cieniu doskonałej pomarańczy, Łódź: Stowarzyszenie Literackie im. K.K. Baczyńskiego 1994.
- Trzecie skrzydło anioła, Łódź: „Biblioteka” 1995.
- Orfeusz na ginekologii, Łódź: „Biblioteka” 1997.
- Ostrzyciel noży na jawie, Łódź: Fundacja Anima „Tygiel Kultury” 2003.
- K + M + B, posłowie Alicja Jakubowska-Ożóg, Rzeszów: Stowarzyszenie Literacko-Artystyczne „Fraza” 2009.
- Wieloświat, Sopot: Biblioteka „Toposu” 2016.

### Sztuka teatralna
- Ludzie z przeciwka, „Fraza” nr 1-2, 2013, s. 49-79.